# Pedro Martínez (kommun)
Pedro Martínez är en kommun i Spanien.   Den ligger i provinsen Provincia de Granada och regionen Andalusien, i den södra delen av landet, 300 km söder om huvudstaden Madrid. Antalet invånare är 1 272. Arean är 137 kvadratkilometer. Pedro Martínez gränsar till Alicún de Ortega, Villanueva de las Torres, Dehesas de Guadix, Fonelas, Huélago, Morelábor, Gobernador, Torre-Cardela, Guadahortuna och Alamedilla. 
Terrängen i Pedro Martínez är kuperad åt nordost, men åt sydväst är den platt.